# Ивановские ворота
Ива́новские воро́та — одна из четырёх проездных башен Коломенского кремля. До нашего времени ворота не дошли, так как в начале XIX века были разобраны на строительный материал.
Ворота располагались с юго-западной стороны кремля между Грановитой и Ямской (Троицкой) башнями.